# Sommerblüten
Sommerblüten (japanisch 彼岸花, Higanbana, dt. „Rosarote Spinnenlilie“) ist ein japanischer Film aus dem Jahr 1958 des Regisseurs Yasujirō Ozu. Das Drehbuch geht auf Satomi Ton zurück, der Film gewann die japanische Blue Ribbon Auszeichnung 1958.

## Handlung
Der Film beginnt mit einer Hochzeitsfeier, auf der die wichtigen Männer des Films eingeführt werden: der Brautvater Toshihiko Kawai, sein Freund, ein reicher Unternehmer in Tokyo, Wataru Hirayama. Nach der Feier sitzen Kawai, Hirayama und Heinosuke Horie zusammen. Hirayamas Tochter Setsuko wäre nun an der Reihe zu heiraten.
Ein alter Schulfreund, Shūkichi Mikami sucht Hirayama auf und bittet, ihm zu helfen, die Beziehung zu seiner Tochter Fumiko in Ordnung zu bringen, die im Streit weggelaufen sei. Hirayama trifft sich mit der Tochter: Sie beklagt sich, dass ihr Vater zu einer Heirat zwingen wolle, während sie sich in einer Musiker verliebt habe und ihr eigenes Leben führen möchte. Auch die Freundinnen Setsuko und Yukiko Sasaki verbünden sich, um ihre Eltern mit ihren Heiratsplänen auszutricksen.
Eines Tages meldet sich bei Hirayama im Büro ein junger Mann, Masahiko Taniguchi, und bittet um die Hand seiner Tochter Setsuko, da er nach Hiroshima versetzt werde. Hirayama ist sehr ungehalten, dass seine Tochter auf eigene Faust Heiratspläne gemacht hat, und stellt zu Hause seine Tochter zur Rede. Er ordnet an, sie dürfe zwei, drei Tage nicht das Haus verlassen, nicht, bevor sie von ihren unsinnigen Plänen gelassen habe. Hirayama versucht indessen, mehr über Taniguchi herauszufinden.
Yukiko spricht Hirayama an und sucht seinen Rat. Ihre Mutter zwinge sie zu einer Heirat mit jemandem, den sie nicht mag. Daraufhin gibt ihr Hirayama den Rat, sie solle den Wunsch ihrer Mutter ignorieren. Sie weist Hirayama darauf hin, er selbst solle sich seiner Tochter gegenüber so verhalten, wie er selbst gesagt habe, und ihrer Heirat zustimmen.
Hirayamas Frau Kiyoko versucht vergeblich, Hirayamas Haltung zu ändern und beklagt, er sei inkonsistent. Auch seine jüngere Tochter Hisako ist auf der Seite ihrer Schwester, sagt ihr Vater sei zu altmodisch. Als auch das Paar nicht nachgegeben will, ist Hirayama verbittert, entschließt sich aber dann doch, an der Hochzeit teilzunehmen.
Nach der Hochzeitsfeier gesteht Mikami, dass auch er der Wahl seiner Tochter zugestimmt habe, ihren Partner selbst zu wählen. Hirayama, der zu einem Klassentreffen in Nagoya gereist und dann nach Osaka gekommen war, entschließt bei einem Besuch der Sasakis, auf Yukikos Zureden, das neu vermählte Paar aufzusuchen. Mit dem Blick auf den in Richtung Hiroshima fahrenden Zug endet der Film.

## Hintergrund
Der Film enthält wieder alle Ozu-Einstellungen: den Blick auf Korridore, das Gässchen mit den Schildern der Bars, wobei die Bar „Luna“ nicht fehlen darf. Im Film wird dazu der Dialekt-Gegensatz zwischen Kantō und Kansai ausgespielt: die Sasakis sprechen Kansai-ben.
Die Erinnerung an den Krieg, früher oft ein Thema bei Ozu, kommt hier nur in einer Szene hoch, als das Hirayama mit seiner Frau auf einem Ausflug in Hakone spazieren gehen. Sie sagt, damals hätten sie nichts gehabt, aber wären so eng zusammen gewesen, wie später nie wieder.
Ozu geht mit der Zeit: Wie schon oft geht es um die Verheiratung der Töchter. In diesem Film werden sie nicht von den Eltern verheiratet, sondern nehmen sie ihre Zukunft selbst in Hand.

## Kritik
Das Lexikon des internationalen Films urteilt, der Film sei eine „detaillierte, ausgefeilte psychologische Studie über Generationskonflikte“.